# Venus de Càpua
La Venus de Càpua és una estàtua romana de marbre del segle II abans de la nostra era, preservada al Museu Arqueològic Nacional de Nàpols. Representa Venus escrivint sobre un escut, una adaptació romana del tipus grec clàssic de l'Afrodita de Corint.

## Descripció
Es trobà al segle XVIII, a les ruïnes de l'amfiteatre romà de Càpua (Campània), sense braços. Representa la dea Venus, amb la part superior del cos nua i les cames tapades. Recolza sobre la cama dreta, l'esquerra lleugerament doblegada cap a un costat amb el peu descansant damunt un casc amb visera. El tors és quasi de cara completa, el cap adornat amb una diadema és de perfil, inclinat cap a l'esquerra. El pedestal allargat, amb extrems arredonits i una vora motllurada, és antic.
L'estàtua està esculpida amb un sol bloc de marbre de Carrara, inclòs el pedestal. Els braços trencats es referen en marbre, el braç esquerre enlaire, el braç dret abaixat, per a evocar la postura d'una filadora. La part superior dreta del sòcol es retallà per a col·locar al costat de Venus l'estàtua d'un petit Cupido, que més tard se'n retirà.

## Comparacions

### L'Afrodita de Corint
James Milligen, el 1826, estudià l'estàtua i ja la va comparar amb representacions de monedes romanes de la ciutat de Corint. Hi veiem una dea que, amb els braços estesos cap als costats, sosté un escut; en algunes monedes se situa en un temple en una muntanya. Aquest és el Temple d'Afrodita construït a l'acròpolis de Corint (Acrocorint), en què Pausànies explica que hi havia una estàtua d'Afrodita "armada". Segons Adolf Furtwängler, aquesta Afrodita de Corint era obra d'un escultor del segle IV ae, possiblement Escopes. El tema n'és Afrodita mirant-se a l'escut de bronze d'Ares, conegut per un passatge del poema d'Apol·lodor de Rodes, Argonàutiques: ...llavors es representava la dea Citerea [Afrodita] amb trenes gruixudes, sostenint l'escut fàcil de manejar d'Ares...; davant d'ella, d'una manera molt exacta, la seua imatge apareixia visible en l'escut de bronze". Per a l'arqueòleg alemany, la Venus de Càpua és una còpia exacta de l'Afrodita de Corint.

### LaVenus de Milo
La Venus de Càpua i la de Milo sovint es comparen perquè tenen semblances: el tors nu, la posició de les cames i el drapat tan especial de la roba que els cobreix les cames per davant i després per darrere, amb el panell final caient-los enmig de les cames. Totes dues es refereixen al mateix original grec clàssic, l'Afrodita de Corint.
N'hi ha, però, diferències en el pentinat, en el drapat (el rotlle revela el pubis; els plecs cauen des del genoll esquerre) i en el volum del cos en l'espai (molt aplanat en la Venus de Càpua). Reflecteixen diferències d'estil i pràctica entre l'escultura de l'època hel·lenística, d'una banda, i l'escultura romana, de l'altra.
La diferència en la posició del cap és important perquè canvia el significat de la representació. El cap és recte en l'estàtua de Milo, i inclinat en la de Càpua. Això significa que la primera està mirant-se la cara a l'escut, mentre que la segona es mira la mà escrivint a l'escut. La Venus de Càpua és una de les variants creades pels escultors romans a partir de l'Afrodita de Corint, un model que també empraren per a representacions de la Victòria escrivint a l'escut, com es pot veure en monedes dels períodes flavi i antoní.